# Idea (musikalbum)
Idea släpptes i augusti 1968 och var den brittisk-australiensiska popgruppen Bee Gees tredje album. Albumet sålde över 1 000 000 exemplar över hela världen. Albumet innehåller låten Such a Shame, den enda sången av Bee Gees där verserna inte sjöngs eller skrevs av någon av bröderna Gibb.

## Låtlista
(Alla låtar skrivna av bröderna Gibb, utom "Such a Shame", som skrevs av Vince Melouney)
1. "Let There Be Love" – 3:32
2. "Kitty Can" – 2:39
3. "In The Summer of His Years" – 3:10
4. "Indian Gin and Whisky Dry" – 2:01
5. "Down to Earth" – 2:32
6. "Such a Shame" – 2:28
7. "I've Gotta Get a Message to You" – 2:56
8. "Idea" – 2:51
9. "When the Swallows Fly" – 2:32
10. "I've Decided to Join the Air Force" – 2:11
11. "I Started a Joke" – 3:08
12. "Kilburn Towers" – 2:19
13. "Swan Song" – 2:58